# Honda Evolutional Catalyzing System 3
HECS 3 staat voor: Honda Evolutional Catalyzing System 3.
Dit is een geregelde driewegkatalysator van de Honda VFR 800 Fi-motorfiets (vanaf 1998) die geschikt was voor de Euro 3 emissie-eisen die in 2001 van kracht moesten worden. Bij dit systeem worden de uitlaatgassen naverbrand met behulp van luchtinjectie in de uitlaatkanalen.